# Месмахер Максиміліан Єгорович
Максиміліан (Максим) Єгорович Месмахер (нім. Maximilian von Messmacher ; (21 березня 1842 , Санкт-Петербург  — 4 вересня 1906 , Дрезден ) — російський архітектор часів еклектики, академік архітектури та професор Академії мистецтв, автор численних будівель у Москві та Санкт-Петербурзі.

## Біографія
Народився 21 березня 1842 року в Санкт-Петербурзі, в сім'ї німецького каретного майстра. Рано втратив батька, та його мати, незважаючи на великі матеріальні труднощі, допомогла синові здобути хорошу освіту. В 1850 вступив до Головного німецького училища Святого Петра, після закінчення якого в 1857 році почав заняття в малювальній школі Товариства заохочення мистецтв . В 1860 вступив до Імператорської академії мистецтв, а вже в 1861 був нагороджений Малою срібною медалью за проект мисливського замку. Після закінчення Академії в 1866 отримав Велику золоту медаль за проект заміського будинку. Ця нагорода дозволила Максиміліану Месмахеру виїхати за кордон для продовження навчання як пенсіонер Академії .
Закордонна поїздка розпочалася 1 травня 1867 року. Месмахер відвідав Італію, Бельгію, Німеччину, Іспанію, Грецію та Туреччину, під час подорожі багато малював. Малюнки та акварелі Месмахера викликали в Росії схвальні оцінки. Академія мистецтв відправила Месмахера на Всесвітню виставку, де журі надало йому медаль «За мистецтво». В Італії працював над реставрацією Таормінського театру на Сицилії у співпраці з В. А. Косовим . За цю роботу, після повернення до Санкт-Петербурга, Месмахеру було присвоєно звання академіка архітектури (1872).

### Кар'єра у Росії
У 1873 році в чині титулярного радника вступив на службу до Технічно-будівельного комітету .
У 1877—1879 роках Месмахер виробляв разом з А. Шамбахером переробки та споруди в будинку, найвищо пожалованому Товариству заохочення мистецтв. У 1880 року на запрошення статс-секретаря А. Половцева він обійняв посаду директора новоствореного Центрального училища технічного малювання барона А. Л. Штигліця .
Головні споруди М. Є. Месмахера — палац великого князя Олексія Олександровича (набережна річки Мийки, д. № 122 — Англійський проспект, 2-4, 1882—1885), перебудований з особняка А. І. Сабурова (1844, архітектор Д.). Є. Єфімов), і будівлю Центрального училища барона Штігліца в Санкт-Петербурзі, палац Олександра III у Масандрі, в Криму (нині Масандрівський палац-музей).
З 1877 по 1888 рік був штатним архітектором Ісаакіївського собору . У 1882 році за його безпосередньої участі проходили унікальні ремонтні роботи, пов'язані з нерівномірним осадом будівлі собору. Усього шість робітників привели кожну з 48 багатотонних колон собору з похилого в строго вертикальне положення за проектом, розробленим Месмахером.
З 31 березня 1884 був членом особливого відділу Вченого комітету Міністерства народної освіти з технічної та професійної освіти .
Будівельник будівлі музею Центрального училища технічного малювання барона фон Штігліца в Санкт-Петербурзі та перший його директор (1877—1896)  . З 1874 року викладав акварельний живопис у малювальній школі Товариства Заохочення мистецтв, в Училищі барона Штігліца — акварель, декоративне малювання та історію стилів .
Наприкінці 1897 року через конфлікт з А. А. Половцовим, головою Ради Училища, Месмахер переїхав до Німеччини, в Дрезден, де продовжив займатися архітектурними проектами та викладати архітектуру. Помер у Дрездені 4 вересня 1906 року. Похований на лютеранському цвинтарі в Йоганнісфрідхофі.

### Родина
Дочка, Елеонора Максиміліановна Кондіайн (1899—1986), художниця, графік, оформлювач дитячих книг, творець підручників. Дочка Месмахера та художниці В. А. Андре (1865—1918); дружина астронома А. А. Кондіаійна (1889—1937).

## Проекти

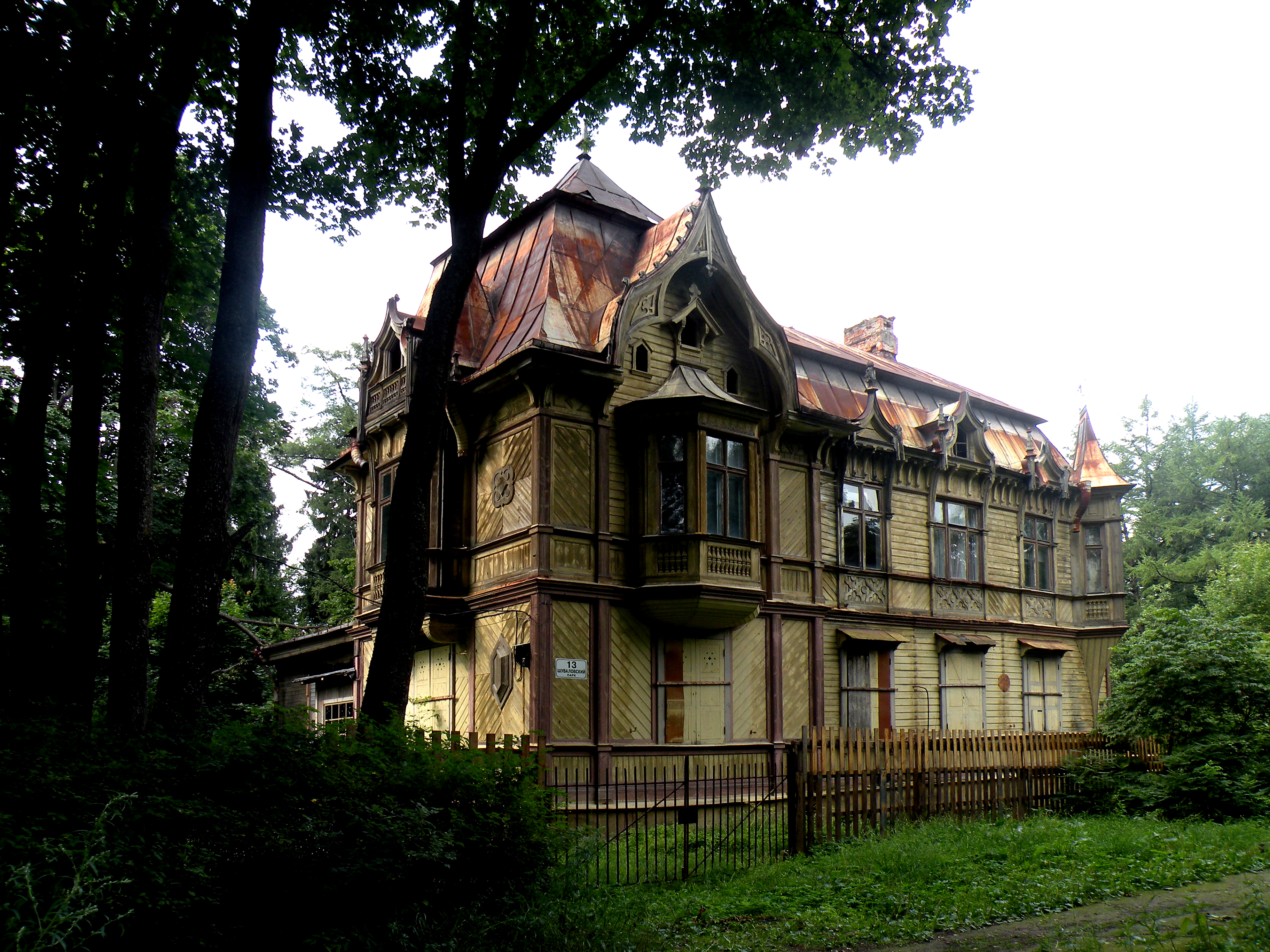
Будинок Месмахера у Шуваловському парку

- Велика Морська вулиця, д. № 45 — оздоблення інтер'єрів особняка В. Ф. Гагаріної. 1873—1874. Спільно із І. Ст. Штромом .
- Вулиця Смольного, д. № 1 — іконостас Воскресенського Смольного собору 1873—1875. (Не зберігся).
- Кіркова вулиця, д. № 28а — церква Косми та Даміана при лейб-гвардії Саперному батальйоні. 1876—1879. (Перебудовано. Чи не збереглася).
- Велика Морська вулиця, д. № 38 — будівля Товариства заохочення художників . Перебудова. 1877—1878. (Перебудовано).
- Вулиця Чайковського, буд. № 11 / Мохова вулиця, буд. № 2 — домова церква особняка О. Д. Строганової. 1878—1882. (перебудована).
- Палацова набережна, д. № 26 — оздоблення інтер'єрів палацу великого князя Володимира Олександровича (нині Будинок вчених). 1882—1885.
- Набережна річки Мийки, д. № 122 / Англійський проспект, д. № 2-4 — комплекс палацу вел. кн. Олексія Олександровича . 1882—1885. Включено особняк А. І. Сабурова, збудований у 1844 році архітектором Д. Є. Єфімовим
- Мільйонна вулиця, буд. № 36 / набережна Зимової канавки, буд. № 3 — будівля архіву Державної ради. 1883—1887. За участю Ст. М. Карловича .
- Соляний провулок, д. № 13 — будівля Центрального училища технічного малювання барона А. Л. Штігліца . Розширення. 1885—1886.
- Адміралтейська набережна, буд. № 8 / Азовський провулок, буд. № 1 / Чорноморський провулок, буд. № 5 — палац великого князя Михайла Михайловича . 1885—1888.
- Соляний провулок, д. № 15 — будівля музею при Центральному училищі технічного малювання барона А. Л. Штігліца. 1885—1896.
- Невський проспект, д. № 39 — оздоблення інтер'єрів Анічкова палацу . 1886—1887. (Не збереглася).
- Набережна Крюкова каналу, д. № 12 — манеж і стайні Н. М. Половцової . 1887.
- Англійська набережна, д. № 68 — оздоблення інтер'єрів палацу великого князя Павла Олександровича. 1888—1892.
- Велика Морська вулиця, д. № 52 — оздоблення інтер'єрів особняка А. А. Половцова . 1888—1892.
- Невський проспект, д. № 22-24 — внутрішнє оздоблення Німецької лютеранської церкви Св. Петра . 1896—1899. (Будинок реконструйований).
- Дача Георга Єгоровича Месмахера, що у сучасному Шуваловском парку, було побудовано 1902 року у проекті, розробленому Максиміліаном Єгоровичем ще 1870-х.